# M4-es metróvonal (Budapest)

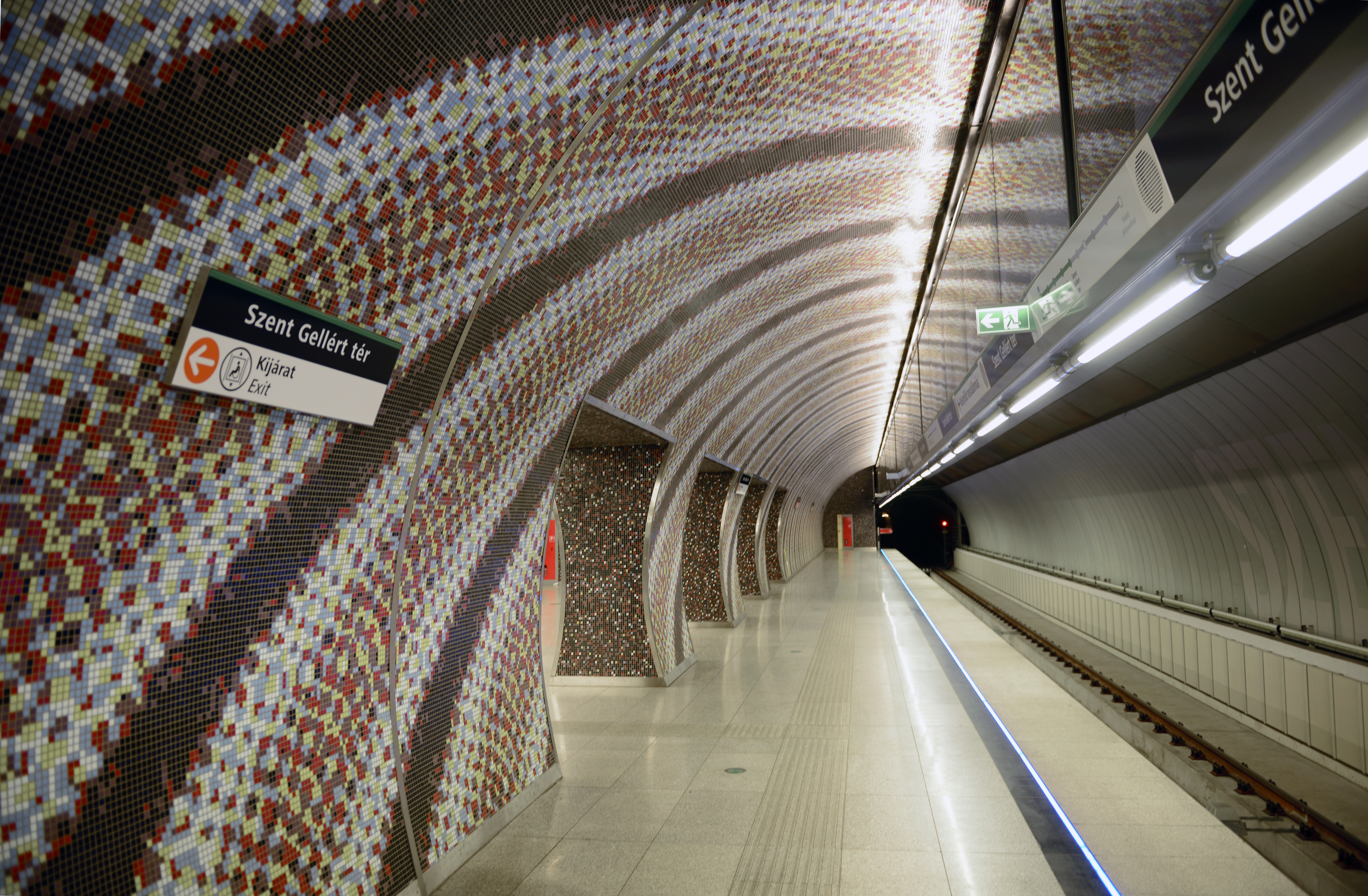
Szent Gellért tér, 2014

Az M4-es metróvonal (eredeti nevén Dél-Buda–Rákospalota (DBR) metróvonal, informálisan zöld metróvonal) a budapesti metró negyedik vonala a Kelenföld vasútállomás és a Keleti pályaudvar között.
A M4-es metróvonal építésének ötletét a Budapest és környéke Közlekedésfejlesztési Terve 1972-ben fogalmazta meg. 1976-ban határoztak arról, hogy az építést 1978-ra előkészítik. A következő évtizedben a beruházást pénzügyi és ütemezési szempontból többször is elhalasztották. 1991-ben a Fővárosi Közgyűlés döntött a tenderkiíráshoz szükséges dokumentációk elkészítéséről. 1996-ban elkészült a megvalósíthatósági tanulmány, a költségek megosztásában pedig 1998-ban a kormány döntött. 1998 novemberében a kormány kivonult a beruházás mögül. A szerződés végül 2003. év végén került aláírásra.
A beruházás csak 2004-ben kapott finanszírozást. 2006-ban megindultak a felszíni munkák, majd 2007-ben az alagutak kivitelezése. A közösségi támogatás igénybevétele érdekében a megvalósíthatósági tanulmányt átdolgozták, és több költségnövelő kiegészítő létesítményt elhagytak. 2011-ben a főváros elállt a második szakasz építésétől.
Az M4-es metróvonal 452 milliárd forintból készült el, 332 milliárddal többért, mint ahogy annak költségét 1996-ban a megvalósíthatósági tanulmány megjelölte.
Az első szakaszt 2014. március 28-án 9 órakor adták át utasforgalmi próbaüzemre, az utasforgalom pedig aznap 12 órakor indult meg. (Az ünnepséget a Kelenföldi pályaudvar alatti állomáson tartották meg.)
Hosszabb távon tervezték az M4-es metróvonal Zugló és Újpalota felé történő meghosszabbítását, ahogy a másik irányba a budaörsi virágpiac felé is tervbe volt véve az esetleges hosszabbítása. Ezekre 2030-ig biztosan nem kerül sor.
Az M4-es metróvonal építése és vele kapcsolatos költségvetési, valamint üzleti érdekeltségek kérdései évekig tartó politikai hullámokat is keltettek.

## Története

### Az első tervek

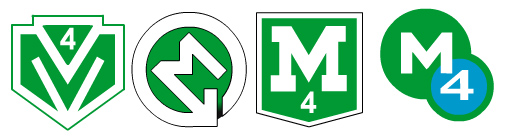
Az M4-es metróvonal logójának tervei

Az M4-es metróvonal építésének ötlete 1972-ben merült fel. Ekkor még Budafokot kötötte volna össze az Astoriával, keresztezve a Kálvin teret. Később a Blaha Lujza téri végállomás is szóba került. Egy 1976-os UVATERV-tanulmány térképe szerint Dél-Budán két metróvonallal számoltak volna. Az M4-es metróvonal az ekkori tervek szerint valahol Albertfalva és Budafok határánál indult volna, majd onnan észak felé haladva közös állomása lett volna az M5-ös metróval a Móricz Zsigmond körtéren. Ezután kelet felé haladva a mai nyomvonalon keresztezte a terv a Dunát, és a Keleti pályaudvarig a ma ismert vonalon halad. Ezután Zugló felé fordulva halad a Bosnyák térig, majd onnan északkeleti irányba haladva az akkor még nem létező újpalotai lakótelepen át valahol a város határában, a Szilas-patak mellett ért volna véget (egy ide tervezett új építésű városközpontban), méghozzá az M3-as metróvonallal közös, járműteleppel ellátott Rákospalota, új városközpont nevű végállomáson.
Pár évvel később a terveket revideálták, de azok még mindig elég grandiózusak voltak. A metró továbbra is Albertfalváról indult volna, Kondorosi út – Galvani út – Hengermalom utca – Bocskai út megálló után ért volna a Móricz Zsigmond körtérre, majd innen a Keleti pályaudvar felé a mai nyomvonalon. Érdekesség, hogy a Szent Gellért tér ekkor még mint Műszaki Egyetem, a II. János Pál pápa tér pedig mint Erkel Színház szerepel. A Keleti pályaudvartól a Bosnyák térig megállt volna a Szent Domonkos téren, a Hungária körúton, és Lumumba (ma Róna) utcában. Itt se állt volna meg, hanem Miskolci út, Körvasút, Cservenka (ma Apolló) utca és Páskomliget utca megállóhelyel érkezett volna meg a mai Pólus Center mellé, ahol járműtelep is létesült volna. Az M3-as metróvonallal közös végállomás és járműtelep ötletét elvetették. A Kálvin téren úgy létesült az M3-as metróvonal állomása, hogy már jó előre megépítették az M4-es metróvonal Kálvin téri állomásával összekötő gyalogos alagutat (melyet végül át kellett alakítani, ugyanis az eredeti tervekkel ellentétben nem az M3-as metróvonal alagútjai alatt, hanem felettük haladnak el az M4-es metróvonal alagútjai).
Egy 1996-os tanulmány alapján nyerte el a mai formáját (Etele tér–Keleti pályaudvar–Bosnyák tér, mellyel átvette a nyugati részen az 5-ös metróvonal nyomvonalát, és a Bosnyák tér utáni szakasz megépítését teljes egészében elvetették), azzal a különbséggel, hogy azokban a tervekben az Újbuda-központ megálló helyett a Kosztolányi Dezső téren létesítettek volna metróállomást. Végül ezt a változtatást az indokolta, hogy az M4-es metróvonalnak a vonalvezetése ne essen teljesen egybe a 49-es villamoséval, és így a Kosztolányi Dezső téren lévő Volánbusz pályaudvart is áthelyezték az Etele térre.
Az M4-es metróvonal megépítésének csúszása részben az első Orbán-kormány döntéséhez kapcsolódik. Az állam és a főváros közti megállapodást az 1998-as parlamenti választás előtt sietve szentesítette Demszky Gábor akkori budapesti főpolgármester és Medgyessy Péter akkori pénzügyminiszter. A számos szakember által súlyosan pazarlónak tartott projektet az új kormány luxusberuházásnak titulálta, és megvonta az építéshez szükséges támogatásokat. 2001 tavaszán aztán a Legfelsőbb Bíróság jogerős ítélete kimondta, hogy Medgyessy Péternek nem volt törvényes felhatalmazása az Országgyűléstől a szerződés aláírására.
2006. március 27-én lerakták az Etele téren a metró alapkövét.

### Metró állomásainak építészeti tervezése
Bár a metró elsősorban közlekedési létesítmény, azonban megjelenésében építészeti mű, hiszen használat szempontjából a térképzést érzékelik az állomásokat használó utasok, ami az építészek és mérnökök közös műveként valósult meg.
2003-ban országos, nyilvános, titkos építészeti pályázatot írt ki a projekt fejlesztője a M4-es metróvonal állomásainak építészeti kialakítására, amit a Palatium Stúdió Kft. nyert meg. A zsűri ajánlásával megegyezően a pályázat második és harmadik helyezettet is bevonták a tervezési munkába több másik építészirodával egyetemben. 
A Palatium Kft. már a kétezres évek elején foglalkozott a metróval kapcsolatos felszíni terek rendezésével (Keleti pályaudvar, Fővám tér, Kálvin tér).
A tervezési folyamat legelején kizárólag vasúthatósági engedélyezési tervek álltak rendelkezésre, amik meghatározták a kialakítandó állomások helyét, pozícióit, mozgólépcsős kapcsolatok helyét. Ki voltak dolgozva az állomások tűzvédelmi és szellőzési rendszerei. Kijelölték, hogy az alagútfúrásnál fúrópajzsos, míg az állomások létesítésénél résfalas-résdobozos, felülről épített, úgynevezett milánói módszer az alkalmazandó építési technika. Az már meghatározta az állomások méreteit is, a többi metróvonalhoz képest rövidebb, 80 méter hosszú peronok alkalmazásával együtt.
Az építészeti tervezési folyamat 2005 elején a Főmterv és az Uvaterv mérnökeivel egyeztetve kezdődött meg. Az építészeti engedélyezési tervek 2005–2006 során készültek el, amire az engedélyeket 2006–2007 során szerezték meg. Az építés több szakaszra lett felbontva, a szerkezetépítők kezdték meg legelőbb a munkát, ami után a belső építés vállalkozója tervezteti tovább az állomásokat, így a Főmterv–Palatium–Uvaterv konzorcium az építési vállalkozó alvállalkozójaként folytathatja az elkezdett munkát.
Annak ellenére, hogy a tervezésén végül 5 építésziroda számtalan építésze dolgozott, az alap építészeti elvekben minden állomást azonosan alakítottak ki. Az eredeti koncepció szerint az állomásokat egységesen egybenyitva, feltárulkozva alakítják ki. A látszóbeton, azaz takarás és burkolat nélküli beton szerkezetek alkalmazása (mint építészeti eszköz) is a közös arculat részét képezte. Ez lehetőséget ad arra hogy monumentális teret hozzanak létre, amiben nem lehet elválasztani a teret, a szerkezete és a felületet. A belváros eklektikus építészetének ellenpontozására a föld alatti funkcionális, mérnöki terekben a kortárs építészet eszközeinek alkalmazására került a hangsúly.
A 10 állomás központi eleme a peron, ami minden állomáson egységesen készült el.

#### M4 metróvonal állomásainak építész tervezői
| #   | Állomás                       | Építész tervező iroda            |
| --- | ----------------------------- | -------------------------------- |
| 1.  | Kelenföld vasútállomás        | Palatium Stúdió Kft.             |
| 2.  | Bikás park                    | Palatium Stúdió Kft.             |
| 3.  | Újbuda-központ                | Palatium Stúdió Kft.             |
| 4.  | Móricz Zsigmond körtér        | Gelesz és Lenzsér Kft.           |
| 5.  | Szent Gellért tér – Műegyetem | Sporaarchitects Kft.             |
| 6.  | Fővám tér                     | Sporaarchitects Kft.             |
| 7.  | Kálvin tér                    | Palatium Stúdió Kft.             |
| 8.  | Rákóczi tér                   | Budapesti Építész Műhely Kft.    |
| 9.  | II. János Pál pápa tér        | Puhl és Dajka Építész Iroda Kft. |
| 10. | Keleti pályaudvar             | Gelesz és Lenzsér Kft.           |

#### Díjak
- Média Építészeti Díja – 2006 – Terv kategória – Fővám tér metróállomás
- Architizer A+ Award – 2014 – Zsűri díj – Fővám tér metróállomás és Szent Gellért tér – Műegyetem metróállomás
- Architizer A+ Award – 2014 – Közönség díj – Fővám tér metróállomás és Szent Gellért tér – Műegyetem metróállomás
- Építőipari nívódíj – 2015 – Közlekedési létesítmény kategória – 4-es metró 10 állomása
- Nemzetközi Ingatlanfejlesztési Nívódíj Pályázat – 2015 – Közcélú létesítmények kategória – 4-es metró 10 állomása
- ArchDaily – Building Of The Year – 2015 – Középület kategória – Fővám tér metróállomás és Szent Gellért tér – Műegyetem metróállomás
- RIBA – 2018 – Award for International Excellence – 4-es metró 10 állomása

### Finanszírozása
2004-ben a budapesti városvezetés az 1996-os tanulmány alapján vágott bele az építkezésbe, amelyhez állami támogatást remélt az első Gyurcsány-kormánytól. A kormány azonban csak akkora támogatást hagyott jóvá, amennyi az európai uniós pénzügyi forrásokhoz és Budapest saját erejéhez még szükséges. Ezzel azonban a főváros szinte teljes fejlesztési erejét az M4-es metróvonal emészti fel az elkövetkező években, vagyis a metróépítés miatt maradnak majd el fővárosi beruházások.
Az EU-s támogatás elnyeréséhez a megvalósíthatósági tanulmányt is újra kellett írni. Ekkor kiderült, hogy az eredeti megtérülési mutatók nem tarthatók. A mutatók javítása érdekében 2007 őszén több kiegészítő létesítményt elhagytak a tervből. 2008 májusában a metró újraszámolt megtérülési mutatóit a Fővárosi Önkormányzat még mindig nem kívánta nyilvánosságra hozni, a kérdésben így a bíróság dönt majd.

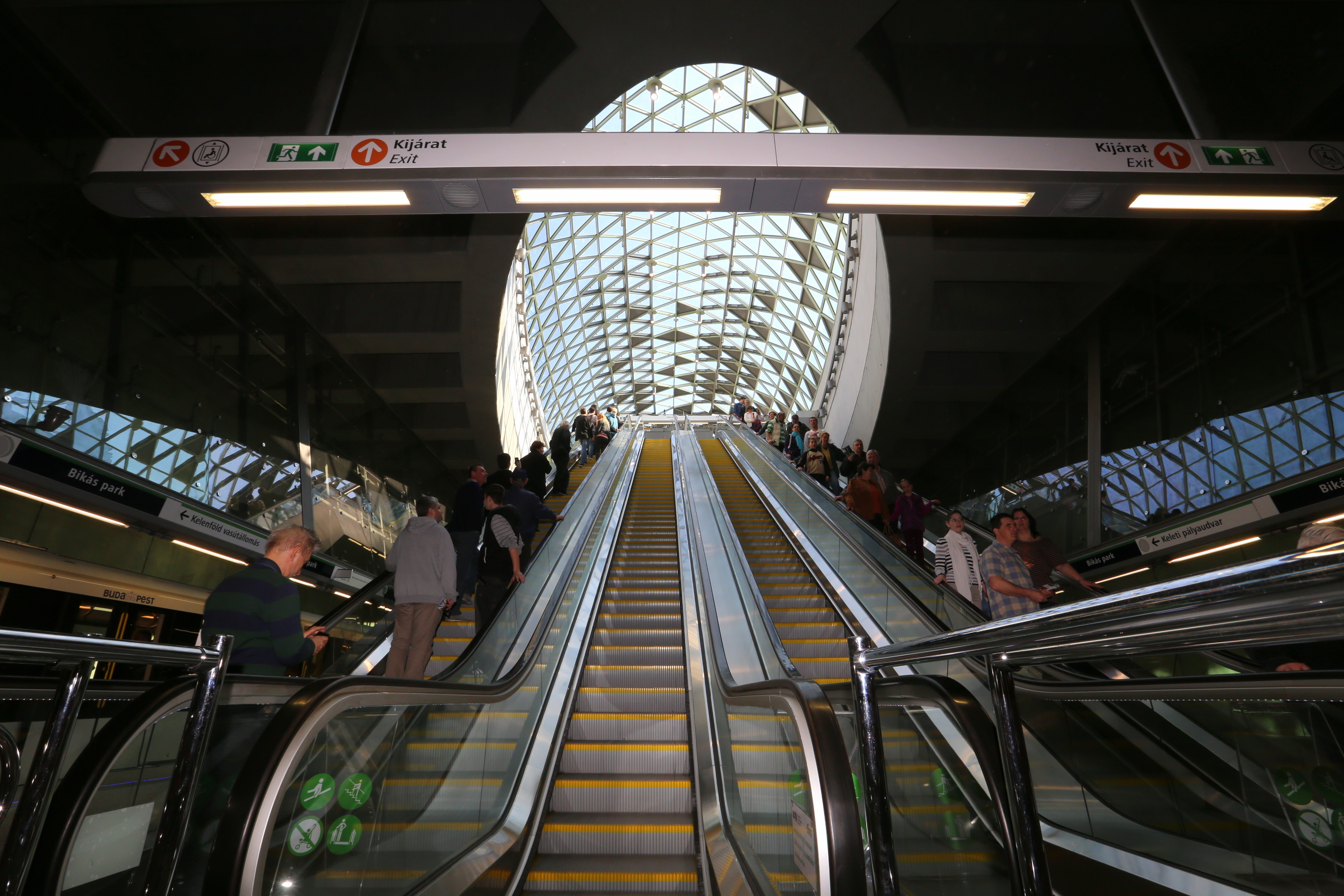
Bikás park állomás mozgólépcsője

2008 decemberében a Városi és Elővárosi Közlekedési Egyesület úgy nyilatkozott, hogy a nem sokkal korábban elkészült forgalmi hatásvizsgálatban és pénzügyi értékelésben trükkökkel próbálják az M4-es metrót gazdaságilag megtérülő projektként feltüntetni: így például a reálisnál nagyobb átlagsebességgel számoltak; a 7-es busz menetidejénél az útfelújítások, építkezések idején, csúcsforgalomban mért adatokat vették alapul; a P+R parkolókból a metróra átszálló utasokat is számításba vették, noha a parkolók építése a jelenlegi terveken nem szerepel; továbbá az 1-es villamos meghosszabbításából eredő nyereséget is alapul vették, miközben a meghosszabbítás költségével nem kalkuláltak. A DBR Metró Projektigazgatóság cáfolta a felmerült ellenvetéseket.
2009 májusában kiderült, hogy a metróépítés 50 szerződése közül 11-et a nyílt pályázat mellőzésével kötöttek. Az Európai Bizottság (EB) ezért azt javasolta, hogy a 11 szerződés teljes értékét, 170 millió eurót (kb. 47 milliárd forintot) vegyék ki a magyar pályázatból, és fordítsák más közlekedési célú beruházásra. Végül 2009 szeptemberében döntött az EB az első szakasz támogatásáról. Az első szakasz az eredetileg kért 224 milliárd forint helyett 181 milliárd forint uniós forráshoz jut. A kormány 41 milliárdos támogatást ad.
A jelenleg[mikor?] is hatályos metrótörvény  szerint – amely még nettó 195 milliárdos költségkalkulációra készült – a többletköltségeket a magyar fővárosnak kell állnia, amely így jelentős hitelfelvételre kényszerülhet. Ezzel szemben 2010 júliusában Ikvai-Szabó Imre SZDSZ-es főpolgármester-helyettes cáfolta, hogy 100 milliárd forint hiányozna az első szakasz befejezéséhez, és az első szakasz költségét mindössze 205 milliárd forintosnak mondta.
2011 áprilisában Tarlós István akkori budapesti főpolgármester bejelentette, hogy a második szakasz megépítésére a fővárosnak nincs pénze, és az Európai Unió (EU) is jelezte, hogy nem kíván tárgyalni a finanszírozásáról.
2012-ben a CEE Bankwatch és a Föld Barátai Európa civil szervezetek jelentése a legkárosabb EU-projektek listájára vette a beruházást, mert az „a rosszul felhasznált közpénzek iskolapéldája”.
2014-ben megerősítették Brüsszelből, hogy az Európai Bizottság várhatóan 2017-ben vizsgálja meg, hogy teljesítette-e Magyarország az M4-es metróvonal építésére kapott uniós támogatás fejében tett vállalásait. Ennek része a támogatási szerződésben vállalt utasforgalom, amit viszont egyelőre sehogy nem tud a vonal teljesíteni, miután a metróvonal megépült szakasza sokkal rövidebb lett a tervezettnél, amely így nem ér el a népes külvárosi lakótelepekig. Az utasszám növelésén felszíni ingatlanberuházásokkal próbálnának segíteni, melyek közül a legjelentősebbek az újbudai Etele tér környéki bevásárló- és irodakomplexumok lennének. 

### A metró ára
| Időpont        | Tervezett összköltségek (milliárd forint) | Első szakasz (milliárd forint) |
| -------------- | ----------------------------------------- | ------------------------------ |
| 1998. április  | ?                                         | 130                            |
| 2004. július   | 264,4                                     | 195                            |
| 2005           | 320                                       | 236                            |
| 2006. november | 376                                       | 295                            |
| 2007. március  | 485,6                                     | ?                              |
| 2007. december | 511                                       | ?                              |
| 2009. április  | 517                                       | 353,7                          |
| 2009. október  | 533                                       | 366                            |
| 2012. október  | –                                         | 452,5                          |

Közben az építkezés költségvetése mégis folyamatosan nő. 2007 decemberében azt közölték, hogy az eredetileg tervezett 350-400 milliárd forint helyett a vonal első két szakasza (a szakaszok tekintetében lásd táblázat) várhatóan 348 milliárd forintba, a második szakasz várhatóan 163 milliárd forintba, együttesen tehát 511 milliárd forintba fog kerülni.
Az áremelkedés egyik oka az lehet, hogy a metróépítők eleve nem reális árat kérve kezdtek bele az építkezésbe. Demszky Gábor akkori budapesti főpolgármester 2008. augusztus 28-án az M4-es metróról szóló tájékoztató jellegű, fővárosi közgyűlési vitában elmondta: „mára kiderült, hogy például az alagútfúrásnál, illetve a Gellért és a Fővám téri építkezésnél a kivitelezők kevesebb pénzért vállaltak munkákat, mint amennyiért azt el tudják végezni”. Eközben az Állami Számvevőszék (ÁSZ) a metróépítéshez kapcsolódó több szabálytalanságra bukkant a 2007-es állami költségvetés végrehajtásának ellenőrzése során.
További jelentős szempont, hogy Budapesten – különböző politikai és finanszírozási okokból – az M4-es metróvonal költségvetésébe nagy számban építettek be a metróberuházáshoz csak másodlagosan kapcsolódó költségeket. Például a metróköltségvetés terhére újították fel évekkel a metróépítés kezdete előtt a XI. kerületi Bartók Béla utat, de az eredeti tervek szerint a VII-XIV. kerületi Thököly út teljes felújítása is ebből a keretből került volna finanszírozásra. Ezért a metróberuházás költségvetése a tényleges metróépítés költségeinél lényegesen, akár több százmilliárd forinttal nagyobb összeget tartalmaz. Ezért a más városokból származó költségadatokkal való összevetés csak a költségekhez kapcsolódó beruházási tartalom elemzésével adhat értékelhető eredményt.
2009 júliusában ismertették a budapesti főpolgármesteri kabinet elképzelését arról, hogy ideiglenesen elhagynák az M4-es metróvonal II. szakaszának Dózsa György úti és a Róna utcai állomását, és az így megtakarítható pénzt a vonal budaörsi virágpiacig történő meghosszabbításának előkészítésére költenék.
2012 októberében a második Orbán-kormány úgy döntött, hogy az első szakasz összköltségét 452,5 milliárdban határozza meg.

### Átadása

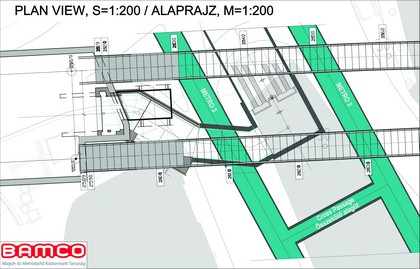
A két pajzsköpeny 1,5 méterre haladt el az üzemelő M3-as metróvonal alagútjai felett

Az M4-es metróvonal kiemelt, európai uniós projekt volt, amit a 2009-2013-as uniós finanszírozási ciklus kifutásával, azaz legkésőbb 2015 végéig le kellett zárni, különben a metróvonal teljes uniós forrását elvesztette volna az ország. Emiatt kiemelt figyelem övezte a metró átadásának céldátumát, amely többször is csúszott.

| A bejelentés időpontja | A befejezés ígért dátuma                                                                  | Nyilatkozó                                                        |
| ---------------------- | ----------------------------------------------------------------------------------------- | ----------------------------------------------------------------- |
| 1998. január 28.       | 2003. július                                                                              | Demszky Gábor, Budapesti akkori főpolgármestere                   |
| 2004. január 14.       | 2008 vége                                                                                 | Demszky Gábor                                                     |
| 2006. június 8.        | 2009 vége                                                                                 | Demszky Gábor                                                     |
| 2007. április 3.       | 2010 vége                                                                                 | Demszky Gábor                                                     |
| 2007. október 25.      | 2011. június 30.                                                                          | Demszky Gábor                                                     |
| 2008. november 5.      | 2011 vége                                                                                 | Klados Gusztáv, a DBR Metró Projekt Igazgatóság projektigazgatója |
| 2009. április 9.       | 2012 vége                                                                                 | Klados Gusztáv                                                    |
| 2009. október 15.      | 2012 vége vagy 2013 közepe                                                                | Klados Gusztáv                                                    |
| 2010. október 13.      | várhatóan 2014, de inkább 2015                                                            | Tarlós István, Budapest akkori főpolgármestere                    |
| 2011. május 25.        | 2015 első negyedéve (Mivel sikerült megállapodni az Alstommal, 2013 vége is elképzelhető) | Hutiray Gyula fejlesztésekért felelős főpolgármester-helyettes    |
| 2011. augusztus 26.    | 2014 eleje (esetleg már 2013 vége)                                                        | Tarlós István DBR Metró Projektigazgatóság                        |
| 2012. április 16.      | 2014 tavasza                                                                              | Tarlós István                                                     |
| 2012. november 2.      | 2014 tavasza                                                                              | Szeneczey Balázs főpolgármester-helyettes                         |
| 2012. december 21.     | 2014. március 31.                                                                         | Tarlós István                                                     |
| 2013. január 26.       | 2014. március                                                                             | Tarlós István                                                     |
| 2013. július 29.       | 2014. március 31.                                                                         | Tarlós István                                                     |
| 2014. március 25.      | 2014. március 28. péntek 9 óra                                                            | Tarlós István                                                     |

### Működése
2017 februárjában az állomások takarításának elhanyagolásáról, ugyanezen év decemberében pedig a gyakori beázásairól cikkezett a sajtó. Az Újbuda-központ - Bikás park állomás közötti szakaszon a felszíni lakóházakban okozott dübörgő zaj miatt 2020 áprilisában mindkét irányban 65 km/h állandó lassújel került kitűzésre a maximális 80 km/h vonali pályasebesség helyett.

## Állomáslista és átszállási lehetőségek
Az M4-es metróvonal állomásainak nevét 2013. június 19-én véglegesítették.
A BKK GTFS adatbázisa szerint a menetidő csúcsidőben 13 perc 45 másodperc, csúcsidőn kívül 13 perc 35 másodperc. Az alábbi táblázatban a csúcsidei menetidők olvashatók.
| 0:00  | Kelenföld vasútállomás        | 13:45 | 1, 19, 49 8E, 40, 40B, 40E, 53, 58, 87, 87A, 88, 88A, 101B, 101E, 108E, 141, 150, 150B, 153, 154, 172, 173, 187, 188, 188E, 250, 250B, 251, 251A, 251E, 272 689, 691, 710, 712, 715, 720, 722, 724, 725, 727, 731, 732, 734, 735, 736, 760, 762, 763, 764, 767, 770, 774, 775, 778, 779, 798, 799 S10 G10 S12 S30 G30 Z30 S34 S35 S36 S40 G40 Z40 S42 Z42 G43 G44 IC, EC, EN, sebesvonat, gyorsvonat, expresszvonat, P+R | Kelenföld vasútállomás Kelenföld autóbusz-állomás – autópálya |
| 1:42  | Bikás park                    | 12:15 | 1 7, 58, 114, 153, 213, 214 689, 691 | Piac, Szent Imre kórház |
| 3:52  | Újbuda-központ                | 10:07 | 4, 17, 41, 47, 48, 56 33, 53, 58, 150, 150B, 153, 154, 212, 212A, 212B 1172, 1173, 1174, 1175, 1176, 1177, 1183, 1184, 1185, 1188, 1189, 1190, 1193, 1194, 1201, 1205, 1212, 1215, 1216, 1229, 1251, 1253, 1254, 1257, 1268 | Allee bevásárlóközpont, Fehérvári úti vásárcsarnok, Kerületi rendelőintézet |
| 5:10  | Móricz Zsigmond körtér        | 8:45  | 6, 17, 19, 41, 47, 48, 49, 56, 56A, 61 7, 27, 33, 33A, 58, 114, 213, 214, 240 | Szent Margit Gimnázium, József Attila Gimnázium, Budai Ciszterci Szent Imre Gimnázium, Feneketlen-tó |
| 6:52  | Szent Gellért tér – Műegyetem | 7:05  | 19, 41, 47, 48, 49, 56, 56A 7, 107, 133E | Budapesti Műszaki és Gazdaságtudományi Egyetem, Gellért Szálló és Fürdő |
| 8:07  | Fővám tér                     | 5:55  | 2, 2B, 23, 47, 48, 49 83 15 | Fővámház (Budapesti Corvinus Egyetem főépület), Nagyvásárcsarnok, Bálna, Hadtörténeti Múzeum |
| 9:30  | Kálvin tér                    | 4:35  | 47, 48, 49 72, 83 9, 15, 100E | Fővárosi Szabó Ervin Könyvtár (Központi Könyvtár), Nemzeti Múzeum, Református templom, Vörösmarty mozi, Korona Hotel                                                                                            |
| 11:12 | Rákóczi tér                   | 2:47  | 4, 6 | Rákóczi téri vásárcsarnok |
| 12:35 | II. János Pál pápa tér        | 1:22  | 28, 28A, 37, 37A, 62 99, 217E | Erkel Színház |
| 13:45 | Keleti pályaudvar             | 0:00  | 23, 24 73, 76, 78, 79, 80 5, 7, 7E, 8E, 20E, 30, 30A, 107, 108E, 110, 112, 133E, 230 G10 S60 G60 Z60 S80 G80 IC, EC, EN, InterRégió, sebesvonat, gyorsvonat, expresszvonat, | Keleti pályaudvar Péterfy Sándor utcai kórház, Baleseti Intézet, Arena Mall bevásárlóközpont, Nyugdíjfolyósító Igazgatóság, Rendőrmúzeum, Park Szálloda, Hungária szálloda, VII. kerületi Polgármesteri Hivatal |

## Állomástávolságok

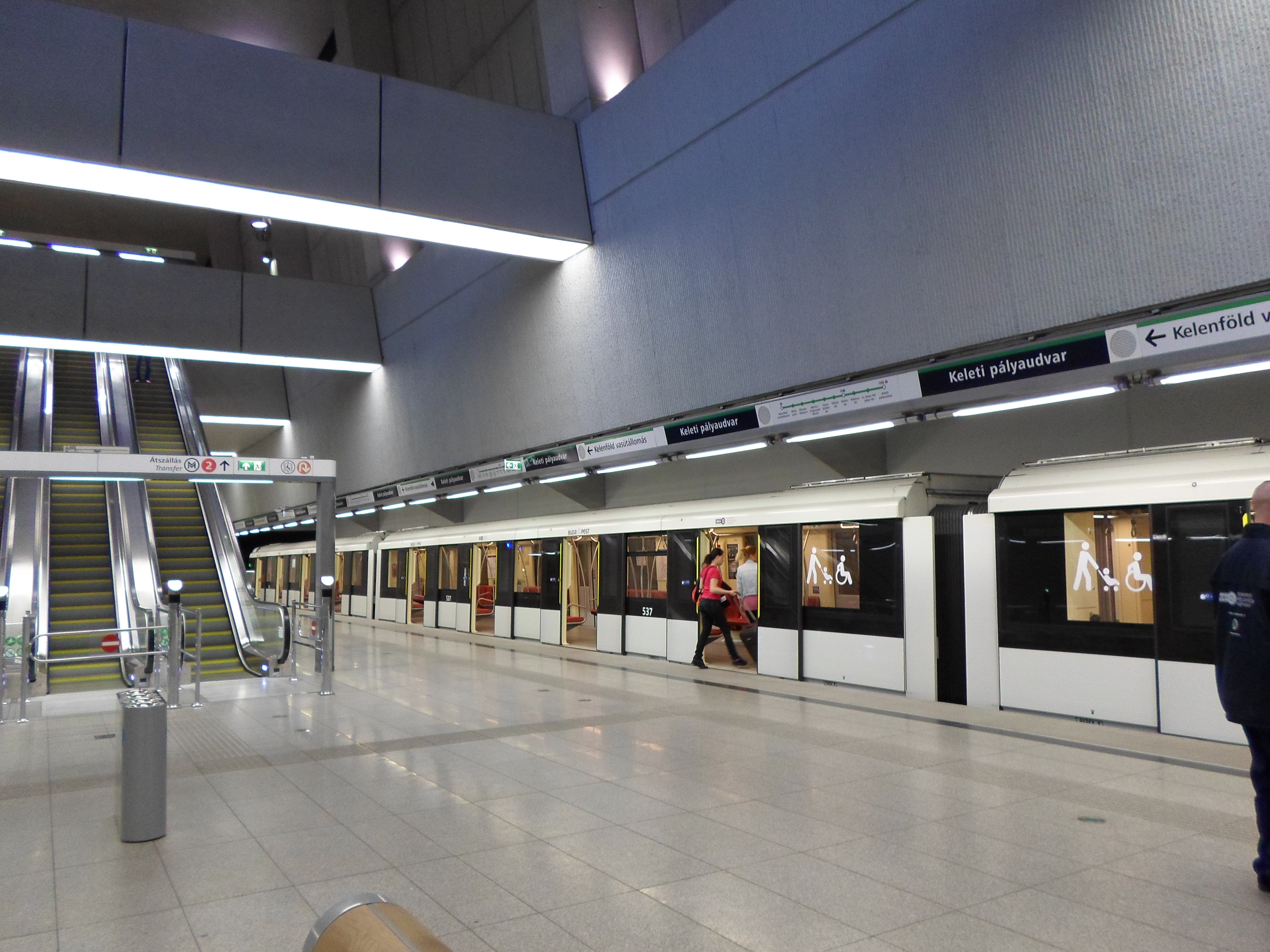
A Keleti pályaudvari állomás

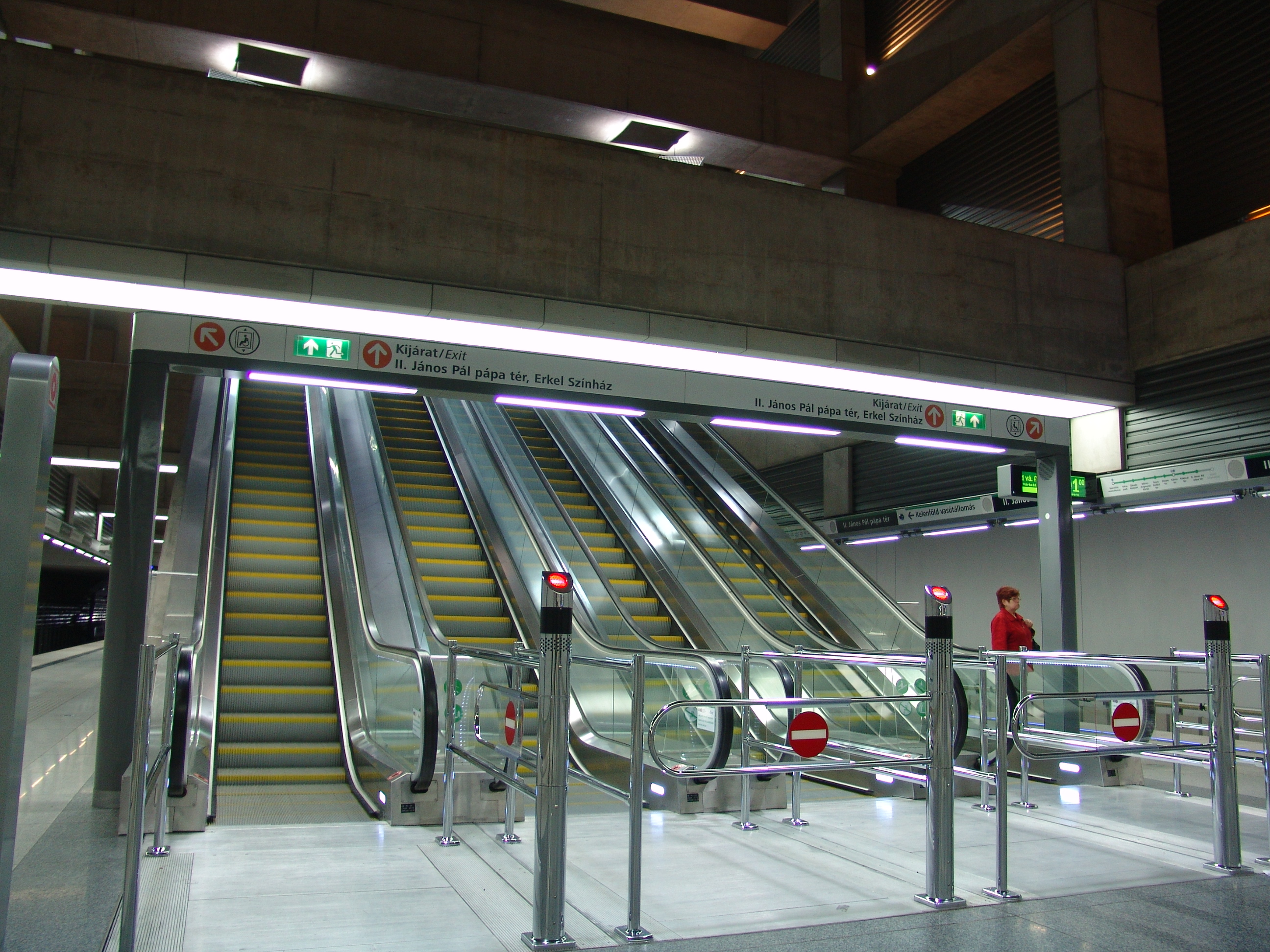
A II. János Pál pápa téri állomás

A metróvonal hossza hivatalosan 7,3 km.

| #  | Szakasz                                                | Kelenföld vasútállomás → Keleti pályaudvar | Keleti pályaudvar → Kelenföld vasútállomás |
| -- | ------------------------------------------------------ | ------------------------------------------ | ------------------------------------------ |
| 1. | Kelenföld vasútállomás – Bikás park                    | 987                                        | 972                                        |
| 2. | Bikás park – Újbuda-központ                            | 1488                                       | 1468                                       |
| 3. | Újbuda-központ – Móricz Zsigmond körtér                | 435                                        | 447                                        |
| 4. | Móricz Zsigmond körtér – Szent Gellért tér – Műegyetem | 869                                        | 869                                        |
| 5. | Szent Gellért tér – Műegyetem – Fővám tér              | 424                                        | 451                                        |
| 6. | Fővám tér – Kálvin tér                                 | 467                                        | 453                                        |
| 7. | Kálvin tér – Rákóczi tér                               | 896                                        | 903                                        |
| 8. | Rákóczi tér – II. János Pál pápa tér                   | 583                                        | 587                                        |
| 9. | II. János Pál pápa tér – Keleti pályaudvar             | 593                                        | 582                                        |

## További szakaszok
Az M4-es metróvonal az eredeti tervek szerint a Kelenföld vasútállomástól (az Etele tértől) a Bosnyák térig tartott volna, de a 2014-es átadásra csak a Keleti pályaudvarig készült el, mely döntés mögött politikai szándékok húzódtak, miután a fennmaradó szakasz megépítésére nem kívántak semmilyen forrást fordítani. A Bosnyák térig tartó második szakasz megépítését – a tervezett bővítés első ütemeként – emiatt bizonytalan időre elnapolták. A második ütem az Etele tértől Gazdagrét–Madárhegy térségig bővítené a vonalat, távlati tervek szintjén pedig a metró Újpalotáig tartó kivezetése is napirenden van. Ezeken kívül szóba került egy esetleges Budafok városközpont felé tartó leágazás is.
2015 februárjában egyértelművé vált, hogy a közeli jövőben esélytelen az M4-es metróvonal továbbépítése, miután Seszták Miklós fejlesztési miniszter Novák Előd akkor jobbikos parlamenti képviselő kérdésére válaszolva írásban kifejtette, hogy a metró projektjét már előrehaladott állapotban örökölte meg a második Orbán-kormány, amit ezért be kellett fejeznie, a módosítások azonban már jelentős, anyagi áldozatokat követeltek volna. Mint írta: „A megkötött vállalkozói szerződések tartalma és a kivitelezés előrehaladott állapota miatt bármilyen mértékű módosításra is csak súlyos anyagi áldozatok árán lett volna lehetőség. A főváros és a kormány egyetlen szóba jöhető megoldásként a projekt befejezése mellett döntött azzal az elvárással, hogy további csúszás a kivitelezés során már nem történhet.” A miniszter hozzátette, hogy szerinte az új városvezetés olyan új elemekkel bővítette az eredeti terveket, amelyek segítik a projekt megtérülését, valamint hivatkozott az 1996-os megvalósíthatósági tanulmányra, amely még nem számolhatott az időközben megnövekedett külvárosi ingázók számával. Kitért arra is, hogy amiatt sem időszerű az M4-es metróvonal továbbépítése, mert az M3-as metróvonal időközben kialakult jelentős állagromlása miatti felújítás jelentős közösségi közlekedésre szánt forrásokat köt majd le.

## Viták
A metróberuházás indokoltságát és megvalósításának módját (nyomvonal, állomások elhelyezése, az építés sorrendje) elejétől fogva sokan vitatták.

### Nyomvonallal kapcsolatos problémák
A nyomvonal tekintetében a korai verziókhoz (1972, 1975) képest az 1990-es évek második felére kikristályosodó változatra vonatkozóan a közlekedésszervezési vitapontok (állomások távolsága, forgalom nagysága) mellett a Szent Gellért téri állomást és a Duna alatti átvezetést érintően földtani ellenérveket is fel lehetett sorakoztatni.
Az egyik ellenérv a Szent Gellért téri állomást érinti: mellette, illetve részben keresztben húzódik egy fontos vetőzóna, amely mentén a Gellért-hegy dolomitja a mélybe zökken. Ez a vonal egyúttal a termálvíz-forráscsoport különféle hőmérsékletű, magas ásványianyag-tartalmú és igen korrozív vizeinek kilépési helye. Utóbbi a betonszerkezetekre lehet káros hatással, ugyanakkor az építmény hosszabb távon visszahathat, károsan befolyásolhatja a termálvizeket is.
A másik földtani ellenérv a Duna alatti átvezetés konkrét nyomvonalát érinti. Vízi szeizmikus mérések alapján ki lehetett mutatni, hogy az ún. Ínség-szikla tömbje a Duna medrében délkelet felé folytatódik és éppen az eredetileg tervezett nyomvonalon ér véget a mederben.

### Indokoltság, gazdaságosság
A Fővárosi Önkormányzat részéről a kivitelezést koordináló, a BKV keretén belül működő DBR Metró Projektigazgatóság (amelynek vezetője BKV vezérigazgató-helyettesi rangban 2001–2007 között Gulyás László, 2007-től 2008 októberéig Olti Ferenc, majd 2011. februárig operatív projektigazgatói rangban Klados Gusztáv) azonban a beruházás megvalósítása mellett érvelt.
A metróvonallal kapcsolatosan több kérdés is felmerült. A metrót érő kritikákkal kapcsolatosan fő kérdés volt a vonal túlzott rövidsége, mivel a Kelenföldi pályaudvar – Keleti pályaudvar közötti szakasz nem megfelelő a városba tartó autósoknak, mivel Kelenföldre a bejutás alapvetően nehézkes az autópálya szűk kapacitása miatt, a Keleti pályaudvar pedig a tágabb értelemben vett belváros szélén található. Jelenleg Kelenföld vasútállomásnál 3 ingyenes, míg a Rákóczi térnél 1 P+R parkoló található. Ezeken kívül a fizetős Fővám téri Bálna csarnok és az Újbuda-központi Allee bevásárlóközpont parkoló, illetve a Keleti pályaudvar távolabbi környezetében a fizetős Arena Mall parkoló használható még. A metróvonal Virágpiacig, illetve Zugló vasútállomásig, Bosnyák térig és Újpalotáig hosszabbítása ugyanakkor segíthet ezen kérdéskörben.
Belvárosi szakaszán több olyan megálló is van, ami gyalogosan vagy villamossal hasonló sebességgel megközelíthető, mint a metró igénybevételével (ilyen pl. a Móricz Zsigmond körtér – Újbuda-központ táv). Hasonlóan rövid távolságok az M3-as metróvonal esetében is megfigyelhetők, bár csak elvétve. A legrövidebb állomásköz azon a vonalon 468 méter, ami a Kálvin tér és a Ferenciek tere állomások távolsága. A rövidebb távolságok sok esetben városszerkezeti okokból adódnak, ugyanakkor a térség közlekedési fejlődését is szolgálják (pl. II. János Pál pápa tér, Rákóczi tér, Bikás park).
Sok vélemény szerint a metróvonal költségvetését hasznosabb célokra is lehetett fordítani, ugyanakkor a metróvonal hatásos politikai eszköznek is bizonyult, így a lakosság érdeklődését kiemelten övezte. A VEKE a metró ellenzésével kapcsolatos vélekedését szintén politikai jelleggel is lehet kezelni, hiszen tevékenységükkel a Demszky Gábor akkori budapesti főpolgármester kampányát is erősen bírálták. A metróvonallal kapcsolatban felmerült alternatív megoldások (pl. a német ún. karlsruhei modell, vagy a francia RER) alkalmazása, ugyanakkor ezzel Magyarországon nem volt tapasztalat, és a lakosság is megszokta a metró jellegzetességét.
Sokan a Kelenföld-Keleti pályaudvar távolság túlzott utaskapacitását tartották problémásnak, de ez a buszvonalak átalakításával (amit a metróátadás után több részben léptek meg) megoldódott. Ugyanakkor a kiszámítható és magas sűrűség vonzó alternatíva a buszhálózat forgalmi okokból történő szélsőséges változásainak is. A metró nem rendelkezik a különböző utasirányok egyszerre történő kiszolgálásának lehetőségével, ezt több buszjárat összehangolása segítheti elő.
A Déli pályaudvar időleges bezárása miatt a metróvonal nagy segítséget jelent a Kelenföld vasútállomáson leszállni kényszerülő utasok számára, ami a metróvonal népszerűségét és utasforgalmát tovább emelte. Ez azt jelenti, hogy a pályaudvar fejlesztése tovább erősíti a metró kihasználtságát is.

### Akadálymentesítés
Az M4-es metróvonal az akadálymentesítés frontján is erős kontrasztot mutat: habár az M4-es metróvonal állomásai liftekkel akadálymentesítettek a mozgáskorlátozottak számára, a többi vonallal való kapcsolat már nem, mert – mint az a BKK közleményéből is kiderült – azokon szinte semmilyen akadálymentesítő változtatást nem eszközöltek még, és a többi metróvonalnak is csak néhány állomása akadálymentesített, így amíg azokon ez nincs mindenhol megoldva, a velük való akadálymentesített kapcsolat sem indokolt. A közlemény szerint a korábbi metrók akadálymentesítése becslés szerint 100-140 milliárd forint lesz, amit az esetleges járműparkcsere tovább drágíthat, és legkorábban 2020-ra tud megvalósulni.

### Kiskereskedelem
2014 augusztusára kiderült, hogy jókora kudarc az M4-es metróvonal állomásain kialakított üzlethelyiségek bérbeadása. Ennek oka a várthoz képest jóval alacsonyabb utasforgalom és az üzlethelyiségek profiljának átgondolatlan megtervezése. Minthogy több azonos profilú üzlet is egymás szomszédságában kapott helyet, több vállalkozó visszalépett a metróvonal üzlethelyiségeinek kibérlésétől, vállalva az akár több milliós veszteséget is. Többen csak utólag szembesültek ezekkel, az üzleti profiljukra káros körülményekkel, miután a pályázatokon sok helyütt azonos profilú, élelmiszerboltokat és büféket üzemeltető vállalkozások nyertek. Ezen kívül az üzleti ingatlanok négyzetméterára is többszöröse lett a pályázatban szereplő nettó minimálárnak.

## Korrupciós vádak

### OLAF-jelentés
2017. január 16-án Csepreghy Nándor, a harmadik Orbán-kormány Miniszterelnökségének parlamenti államtitkára sajtótájékoztatót tartott, ahol elmondta, hogy az Európai Csalás Elleni Hivatal (OLAF) M4-es metróvonallal kapcsolatos négyéves vizsgálódásának a kormány részére 2016. december 14-én megküldött jelentése szerint a beruházás 452 554 224 000 forint összköltségéből 272 823 488 215 forint érintett korrupcióval és szabálytalansággal. A jelentés szerint összesen 57 szerződéssel kapcsolatban merült fel szabálytalanság és korrupciós bűncselekmények gyanúja, ezen szerződésekből öthöz kapcsolódik az okozott kár 96 százaléka. Az államtitkár szerint 76,6 milliárd forint az, amit az unió visszakövetelhet, miután ennyit fizetett ki a beruházásra uniós fejlesztés címén. A jelentés szerint a szabálytalanságok közé tartozik az Alstom-metrókocsik beszerzése is, és több helyen utal arra, hogy belső információért kaptak pénzt az állam, illetve a főváros nevében eljárók. Az OLAF-jelentésben szereplő magánszemélyek mellett a DBR Metró Projekt Igazgatóság, az Euro Metro Kft., a Strabag, a Siemens, az Alstom, a Hídépítő Zrt., a Bilfinger-Porr-Vegyépszer Zrt. konzorcium, a Swietelsky, valamint a Bamco konzorcium nevű cégek kerültek megnevezésre. Az államtitkár hozzátette, hogy a jelentés tucatnyi politikust vagy politikához köthető személyt nevez meg, és hogy a kormányzat az ügyben büntetőfeljelentést tesz.

### Ellenzéki reakciók
A hírre reagált az ellenzék és Demszky Gábor korábbi budapesti főpolgármester is. Mivel a jelentés az államtitkár sajtótájékoztatója idején még nem volt nyilvános, minden ellenzéki szereplő annak azonnali nyilvánossá tételét követelte.
Az Együtt és a Demokratikus Koalíció (DK) is bírálta a kormányzatot és a magyar ügyészséget, mert a kormányzat szerintük politikai célra használja az akkor még nem nyilvános jelentést, az ügyészség pedig megbukott, mert nem az végezte el a felderítést, hanem az uniós szervek. Az Együtt budapesti elnöke emlékeztetett, hogy a Főpolgármesteri Hivatal és az Állami Számvevőszék is már 2010-ben elkészítette saját jelentését az ügyben, majd mindkét intézmény feljelentést tett. A DK-s Gy. Németh Erzsébet szerint bár a kormány a korábbi uniós vizsgálatokat vitatta, most viszont inkább kifizetné a 76,6 milliárdos büntetést, csak hogy az előző városvezetésre mutogathassanak. Hozzátette: pártállástól függetlenül minden korrupt politikusnak bűnhődnie kell.
Jávor Benedek, a Párbeszéd Európai Parlamenti képviselője blogbejegyzésében reagált az államtitkár állításaira. Abban egyetértett vele, hogy a négyes metró „bűzlik a korrupciótól”, csakhogy szerinte az Orbán-kormány időszakára esett a beruházás nagyobbik része, a szerződések az ő kormányzásuk alatt sem lettek átláthatók, ráadásul ki sem vizsgálták a botrányos beruházást, minden eddigi vizsgálatot az uniós illetékesek végeztek el. Hozzátette, hogy a Párbeszéd információi is azt igazolják, hogy a lopás átíveli a 2006-tól 2014-ig terjedő korszakot, ez alapján az elmúlt tíz év összes kormánya és fővárosi vezetése is érintett benne. Kitért rá, hogy már az Európai Csalás Elleni Hivatalnál is vizsgálatot kezdeményezett a projekt részét képező metrókocsik beszerzésével kapcsolatban. Ezért a teljes vizsgálati anyag azonnali nyilvánosságra hozatalát és az összes felelős megbüntetését követeli, tekintet nélkül arra, hogy „ki van jóban közülük Orbán Viktorral.” Szerinte is elodázhatalan az Európai Ügyészség létrehozása, mert véleménye szerint ha a magyar kormányon múlik, erről a lopásról ugyanúgy nem tudnánk semmit, mint az uniós támogatásokat fosztogató többi politikai „rablóakcióról”.
Demszky Gábor korábbi budapesti főpolgármester is követelte a jelentés teljes nyilvánosságra tételét, mivel szerinte nem véletlen, hogy a jelentést „titkosan kezelik”. A volt főpolgármester szerint „amíg nem hozzák nyilvánosságra a jelentést, nincs értelme cáfolni a vádakat, mert újabbakat húznak elő, ezt a játékot a végtelenségig lehet folytatni, a Habony-művek eszköztára végtelen és a gátlástalansága miatt vált hírhedtté.” A volt főpolgármester feltételezte, hogy az OLAF-jelentés kifogásolja, hogy a hivatalban lévő városvezetés elmulasztotta meglépni mindazt, amit a Bizottság az EU támogatás feltételéül szabott (a felszíni közlekedés teljes átalakítása, P-R parkolók, dugódíj), de miután ezekből semmi sem lett, ezért követelik vissza a több tízmilliárdos támogatást.

### A jelentés
Az OLAF-jelentés angol nyelvű változatát végül február 3-án hozták nyilvánosságra, február 10-én pedig megjelent magyarul is. A jelentés azt javasolja, hogy közel 60 milliárd forintot kérjenek vissza a támogatások kedvezményezettjeitől. A jelentés szabálytalanságot, csalást, korrupciót és az EU-s pénzek szabálytalan felhasználását említi, érintettként a fővárost, az Alstomot és Medgyessy Pétert nevezi meg. Az OLAF szerint a száznál is több szerződésben több súlyos szabálytalanságot, hibát, valamint „lehetséges csalás” jeleit találták meg, a szabálytalanságok a szerződések 60%-át érintik, 272,8 milliárd forint értékben. Az okozott kár 96 százaléka öt szerződéshez köthető – a Siemens, az Alstom, a BAMCO konzorcium, a Swietelsky, továbbá a Strabag és a Hídépítő Zrt. közös konzorciuma az érintettek ezekben. Az OLAF hozzáférhet egyes iratokhoz, ám közvetlenül az ügyészséghez nem fordulhat, mindössze javaslatot tehet – ez történik a jelentésben is. A magyar illetékes hatóság ezek után dönthet arról, hogy feljelentést tesz-e. Tarlós István főpolgármester vitatná a jelentés megállapításait, hátha így vissza tud szerezni 1-2 milliárdot. A Siemens az elektromos rendszerek kiépítése kapcsán vált az OLAF-jelentés tárgyává, mivel a cég több olyan cégnek is pénzt utalt, amelyek tulajdonosi körében befolyással lehettek a közbeszerzési eljárás elbírálásában, illetve a MÁV vezetőségéhez tartoztak. Ezen kívül szóba került még a Media Magnet Kft. is, mely 331 millió forintot kapott a Siemenstől, és ami az MSZP-s politikus Puch László cége. A jelentés szerint a szocialista politikus cégén keresztül bonyolították le az MSZP pártfinanszírozását. Az OLAF szerint a budapesti közszolgáltató és állami cégek arra voltak kényszerítve, hogy a Media Magneten keresztül reklámozzanak, és az így nyert bevétel felének felhasználásáról Puch rendelkezett. Puch visszautasította a vádakat és „politikai habverésnek” nevezte a megállapításokat. A Siemens úgy reagált, hogy ők már évekkel ezelőtt belső vizsgálatot folytattak külső szakértők bevonásával a metróügy miatt, ennek a végeredményét pedig eljuttatták a magyar ügyészségnek. Ezután ügyészségi vizsgálat és nyomozás is indult, de ezt 2013-ban megszüntették, azóta pedig nem keresték meg a vállalatot a metróval kapcsolatban.
Demszky Gábor február 13-án tartott sajtótájékoztatót jogi képviselőjével, Magyar Györggyel. A Budai Liberális Klubban tartott rendezvényen a volt főpolgármester végig azt igyekezett bizonyítani, hogy semmi köze az OLAF jelentésében szereplő visszaélésekhez. Magyar szerint az OLAF-jelentés senkit sem kötelez semmire, Demszky pedig úgy fogalmazott: „Egyoldalú, megalapozatlan, meghatározóan egy olyan ÁSZ jelentésre épül, ami Orbán Viktor szája íze szerint íródott, azért, hogy a 4-es metró beruházást kriminalizálni lehessen.” Demszky szerint egy 2010-es Állami Számvevőszék (ÁSZ) általi jelentés alapján készült az OLAF jelentése, és ezen ÁSZ-jelentésre még főpolgármesterként 30 oldalas választ küldött. A jelentést követően rendőrségi nyomozás is volt, amiben kiderült, hogy 11 szerződésnél 56 milliárd forint értékben valóban volt szabálytalanság, de csak azért, mert a magyar és az uniós szabályozás eltérő volt. A magyar szabályoknak megfelelt (zárt közbeszerzés) de az EU versenyszabályainak nem, ezért a rendőrség akkor azt állapította meg, hogy vagyoni hátrány nem volt, hűtlen kezelés és bűncselekmény nem történt, a nyomozást így lezárták. Demszky azt is kifogásolta, hogy az OLAF emberei őt állítólag egyszer sem hallgatták ki. Az újságírók mindenesetre furcsállták, hogy Demszky semmilyen formában nem érzi felelősnek magát, és a főváros a vezetésével minden beszámolót elfogadott, de Magyar szerint csak az a lényeg, hogy csak három konkrét szerződésen van rajta Demszky neve, azokkal semmi gond, őt ezért felelősségre vonni nem lehet. A volt főpolgármester egyébként felajánlotta a segítségét a magyar kormánynak.
2017. március 14-én az Országgyűlés gazdasági bizottsága meghallgatta Medgyessy Pétert az M4-es metróvonal körüli gyanús szerződések miatt. Az OLAF szerint a Medgyessyhez köthető cég 2002 óta tanácsadói szerződésben állt az Alstommal, ennek következtében 2005-ben lobbiszerződést kötött a metrókocsik szállítására, amit végül az Alstom nyert el. Az OLAF szerint emiatt felmerül a befolyással való üzérkedés gyanúja. Medgyessy azt mondta, hogy a metrópályázatról 2005 áprilisa és 2006 májusa között születtek döntések, viszont ő már 2004 szeptemberében lemondott a miniszterelnökségről, és ekkor már a tanácsadó cégben sem töltött be semmilyen pozíciót. Hozzátette: nem feltételezi, hogy Demszky Gábor, az akkori főpolgármester érintett lenne korrupciós ügyekben. A még 2016-ban alakult Alstom-ügyet vizsgáló bizottság akkori véleménye szerint a döntések körülményei az Alstomot igyekeztek nyertesnek kihozni, miközben több más körülmény kevésbé volt nyomon követhető, illetve „óriási hátrányt” jelentett a magyar állam számára. Kiderült az is, hogy két részletben több mint fél milliárd euró került Medgyessy üzleti tanácsadással foglalkozó családi cégéhez 2007 és 2008 folyamán. Medgyessy el is ismerte kapcsolatát az Alstommal, szerinte az Alstommal kötött szerződésben nincs semmi kirívó, az összeg pedig a cég adózott árbevétele volt és kilenc ember többéves munkájának ellenértéke.
2017. március 27-én Aba Botond, a BKV korábbi vezérigazgatója a metrókorrupciót vizsgáló munkacsoport ülésén cáfolta, hogy tudomása lett volna korrupcióról, vagy hogy ő maga pénzt fogadott volna el bárkitől. Hozzátette kész akár vagyonosodási vizsgálatot is kezdeményezni magával és családtagjaival szemben.
2017. június 28-án Vitézy Dávid, a BKK volt vezérigazgatója is megjelent a vizsgálóbizottság előtt. Szerinte már 2008-ban lehetett tudni, hogy a főváros által megbízott Eurometro Kft.-nél összeférhetetlenség áll fenn. A cég a teljesítéseket leigazolta és a közbeszerzéseket előkészítette, összejátszott a kivitelezőkkel és erről Demszky Gábor akkori budapesti főpolgármester, Hagyó Miklós szocialista főpolgármester-helyettes és a BKV akkori vezetése is tudott. Hozzátette: a főváros vezetése mindent megtett, hogy a visszaéléseket eltitkolja.

### Bírósági eljárás
2019. május 1-én vált ismertté a bíróság döntése az Alstom és a korrupciós vádak ügyében. Az Alstommal kapcsolatban a Központi Nyomozó Főügyészség vesztegetés bűntette miatt emelt vádat négy személy, egy osztrák, egy amerikai, és két magyar ellen a Fővárosi Törvényszéken, akiket azzal gyanúsítanak, hogy részt vettek a közbeszerzési eljárás eredményét befolyásolni képes ismeretlen személy vagy személyek több millió eurós megvesztegetésében. Az OLAF-jelentésben szereplő korrupciós vádak vonatkozásában viszont bűncselekmény hiányában megszüntette a különösen jelentős vagyoni hátrányt okozó hűtlen kezelés és más bűncselekmények gyanúja miatt indított nyomozást a Nemzeti Nyomozó Iroda.

## Utólagos költségek
2019 márciusára kiderült, hogy az M4-es metróvonal átadása óta eltelt öt évében további 23 milliárd forintot költöttek a metró építőivel kapcsolatos perekre, a kormány jóváhagyásával kötött megállapodásokra, valamint a beruházásáért felelős DBR Metró Projektigazgatóság fenntartására. A perekben az alagútfúró Bamco konzorciumot Trócsányi László, a harmadik és negyedik Orbán-kormány igazságügyi miniszterének ügyvédi irodája képviseli.

## Építése
Metróépítés más nagyvárosokban

Madrid tartomány közlekedési és infrastrukturális tanácsadó testületének 2008. januári nyilatkozata szerint egy hasonló, 7 km-es metrót (a Baross téren túli szakasz nélkül) három év alatt, 96 milliárd forintból tudnának elkészíteni (ez a Bosnyák térig terjedő 10 km-es szakaszra vetítve 137 milliárd forintnak felelne meg: ez az 511 milliárdra becsült magyarországi költség 27%-a). Bukarest 16 kilométeres, 19 állomásos vonalat tervez építeni a 4-es metró költségének feléért. A 2008-ban átadott lausanne-i metró öt évig épült és 14 megállója van. Az 5,9 km hosszú szakasz átszámítva 111 milliárd forintba került. A legdrágábban jelenleg az amszterdami 52-es vonal épül. A 10 kilométer hosszú metróhoz nem szereznek be új szerelvényeket és nincsenek kapcsolódó felszíni beruházások sem, a kilométerre vetített átlagár így 316 millió euró.
A metró fogalma azonban igen bő, más országokban nem feltétlenül a budapestihez hasonló földalatti vasutat jelent, ezért ezeket a költségeket csak részletes vizsgálat nyomán szabad a budapestivel összehasonlítani. A mallorcai „metró” igazából egy részben föld alatt vezetett villamos. 2007 áprilisától ingyen lehetett a próbaüzemben használni egészen szeptemberig, amikor is a beázások és egyéb műszaki gondok miatt leállították.
Bécs 1990 óta 33 kilométernyi metrót épített 49 állomással, Bukarest 6,6 kilométert hat állomással, Prága 22 kilométert 18, Varsó 18,2 kilométert 17 állomással, Berlin 1,6 km egy sínpárral.
A teljes metróvonal négy szakaszra tagolható:
- 1. szakasz: Kelenföld vasútállomás – Keleti pályaudvar között (megépült 2006–2014 között)
- 2. szakasz: Keleti pályaudvar – Bosnyák tér között (távlati)
- 3. szakasz: Kelenföld vasútállomás – Madárhegy között (távlati)
- 4. szakasz: Bosnyák tér – Újpalota között (távlati)

A metró állomásainak építése 2006-ban kezdődött. Az alagútjának fúrása 2007 tavaszán indult el a Kelenföld vasútállomásnál két alagútfúró berendezés egyidejű alkalmazásával. A két aktív megtámasztású, zárt homlokú fúrópajzsot egy népszerű rádióműsorvezető-párosról nevezték el (a déli pajzsot Borosnak, az északit Bochkornak).

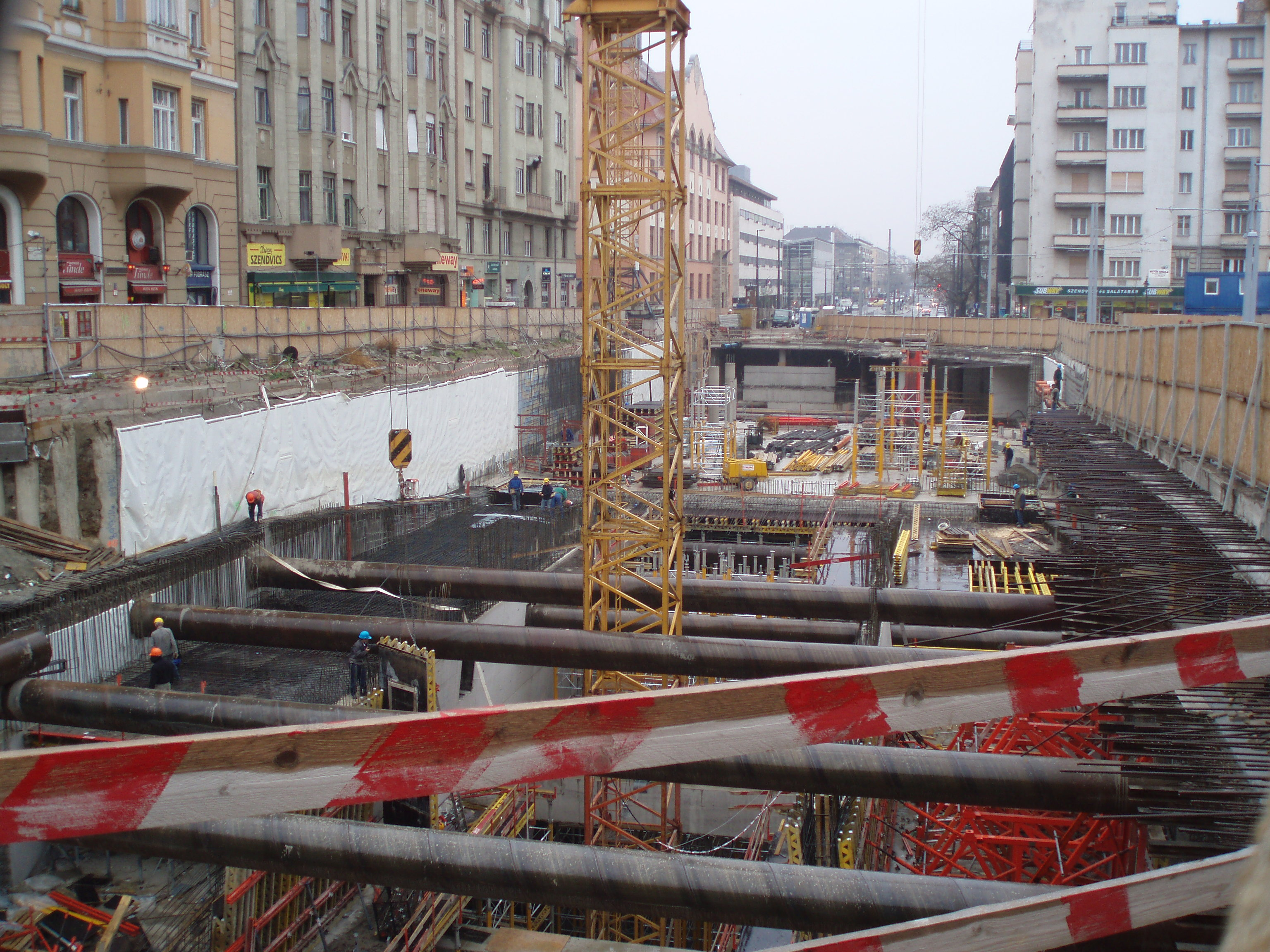
Az M4-es metróvonal Móricz Zsigmond körtéri állomásának építése 2008 áprilisában

A fúrópajzsok naponta átlagosan 15-20 métert haladtak előre. Menet közben derült ki, hogy az egyik fúrópajzs gyártási hibája miatt a falat tartó betongyűrűk elrepednek, így a hiba kijavítása hátráltatta az építkezést. A déli, illetve az északi pajzs a Tétényi úti állomást 2007. szeptember 13-án, ill. október 25-én, A Bocskai utat 2008. március 7-én, ill. április 23-án, a Móricz Zsigmond körteret április 28-án, ill. június 17-én érte el.
Az alagútfúrással párhuzamosan haladt az állomások építése is. Az állomások külső vasbeton-szerkezetének addigra kellett elkészülnie, mire a fúrópajzs odaér, de több állomás építése is késésbe került a kivitelezők hibájából, az építési szerződések pedig nem megfelelően szankcionálták a határidők túllépését. Egy alkalommal beomlott a föld a Tétényi-úti állomásnál.
Több kisebb szabálytalanság is előfordult az építkezés során 2007-ben. 2008 áprilisában az derült ki, hogy az egyik alvállalkozó a Fővám térről kitermelt földet nem a távolabb kijelölt helyre szállította, hanem egy káposztásmegyeri ligetet borított be vele engedély nélkül.

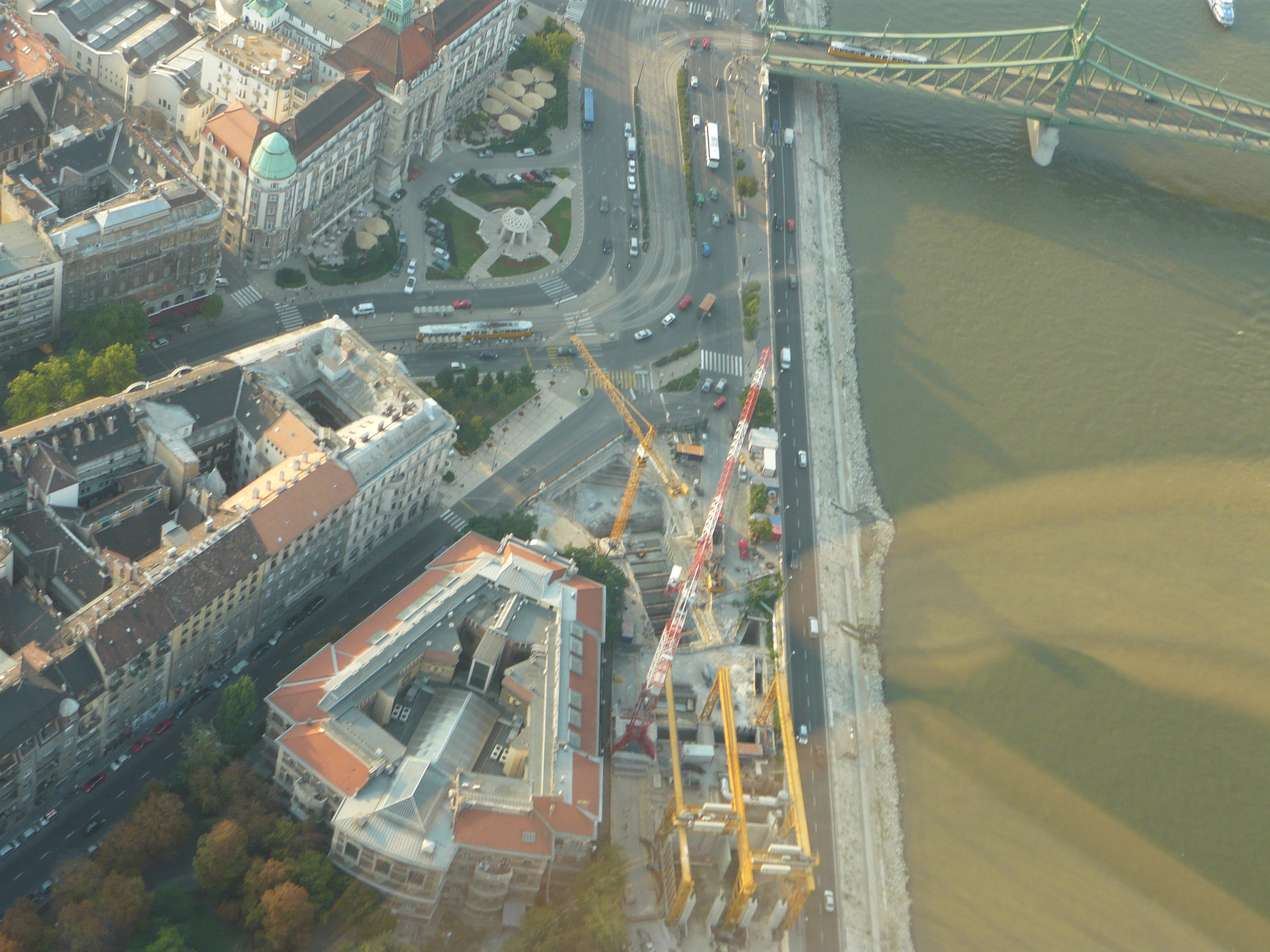
Az M4-es metróvonal Szent Gellért téri állomásának építése és a BME „Ch” épület 2009 augusztusában

2008 májusában arról adtak hírt, hogy Klados Gusztáv lesz júniustól az építkezés új mérnökigazgatója.
2008. júliusban arról írtak, hogy további 3-6 hónapos késésbe kerülhet a metró átadása, mert a Bamco konzorcium, a Szent Gellért téri állomás kivitelezője nem tartotta be az ütemtervet. 2008 augusztusában végül két hónapra leállították az alagút építését, mert a Bamco konzorcium nem kért engedélyt a hatóságoktól egy átkötőalagút megépítésére a Szent Gellért téren. Bejelentették, hogy a fúrópajzs a Duna alatt is állni fog 2–4 hónapot a Fővám téri megálló kivitelezésének csúszása miatt. Az állás miatt a két pajzsra a kivitelezőnek fizetendő önkormányzati költségtérítés meghaladhatta volna az egymilliárd forintot is. A Bamco konzorcium azonban augusztus 18-án engedély nélkül ismét elindította a fúrópajzsot. Ha a fúrópajzs a Fővám tér előtt áll meg, a cég a BKV-tól álláspénzt követelhetett volna. A Nemzeti Közlekedési Hatóság végül egymillió forintos bírságot szabott ki a Bamco Közkereseti Társaságra, és a kiviteli tervek jóváhagyásáig megtiltotta az átkötő alagút építését. 2008. szeptember 29-én azután a Bamco felfüggesztette munkaterületén a metróépítést, mert kb. 35 milliárd forintnyi költségelszámolási vitába keveredett a DBR Metró Projektigazgatósággal.
2008 októberére a Műegyetem Szent Gellért téri „Ch” jelű épülete annyira megsüllyedt a metróépítés miatt, hogy a kiürítése is szóba került.

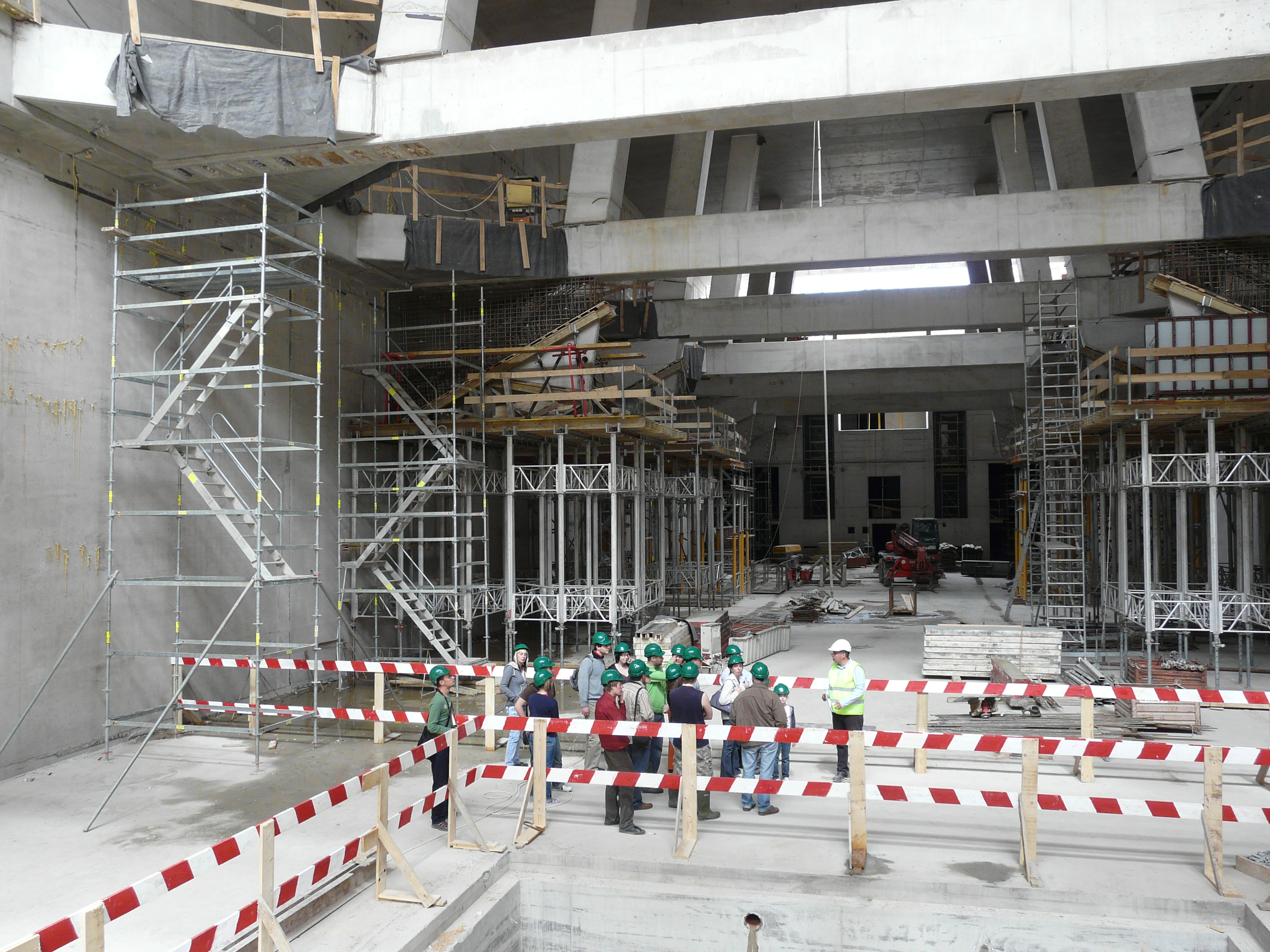
A Keleti pályaudvari állomás építése 2010 májusában

2008. november 17-én felmondott Jávor Péter, a építkezés BKV Zrt. Felügyelő Bizottsága által felkért független ellenőrző mérnöke. Szakmai vitái voltak Klados Gusztávval, és úgy látta, hogy kifogásait és javaslatait nem veszik figyelembe. A független mérnök jelezte azt is, hogy a metróalagutat elépítették. Kiderült az is, Jávor csak a BKV felügyelő bizottságának jelentett, ő nem az Európai Beruházási Bankkal (EIB) kötött finanszírozási szerződés által előírt független mérnök, mert az másfél évvel a fúrás megindulása után sincs. Ehelyett a DBR Metró Projektigazgatóság az Eurometro Kft.-vel szerződött, hogy az véleményezze a vállalkozói terveket, vizsgálja felül az alvállalkozói szerződéseket, ellenőrizze a kivitelezői szerződések betartását, és jóváhagyja a kivitelezői számlák kifizetését.
2009 tavaszán a Bamco azzal fenyegetőzött, hogy levonul az építkezésről: ha nem kap 115 millió eurót (mintegy 33 milliárd forintot) a csúszások és a tervek változása miatt fellépett kiadásaiért, akkor felfüggeszti az építkezést. A pár hónapos vita végén a cég engedett, és újraindította a fúrópajzsokat.
2009 júliusában ismét illegálisan foglalkoztatott munkásokat találtak az építkezésen.
2010 áprilisában lejárt volna a mérnök szerződése, és emiatt úgy tűnt, leáll az építkezés, de a megbízó venné át a teendőket.

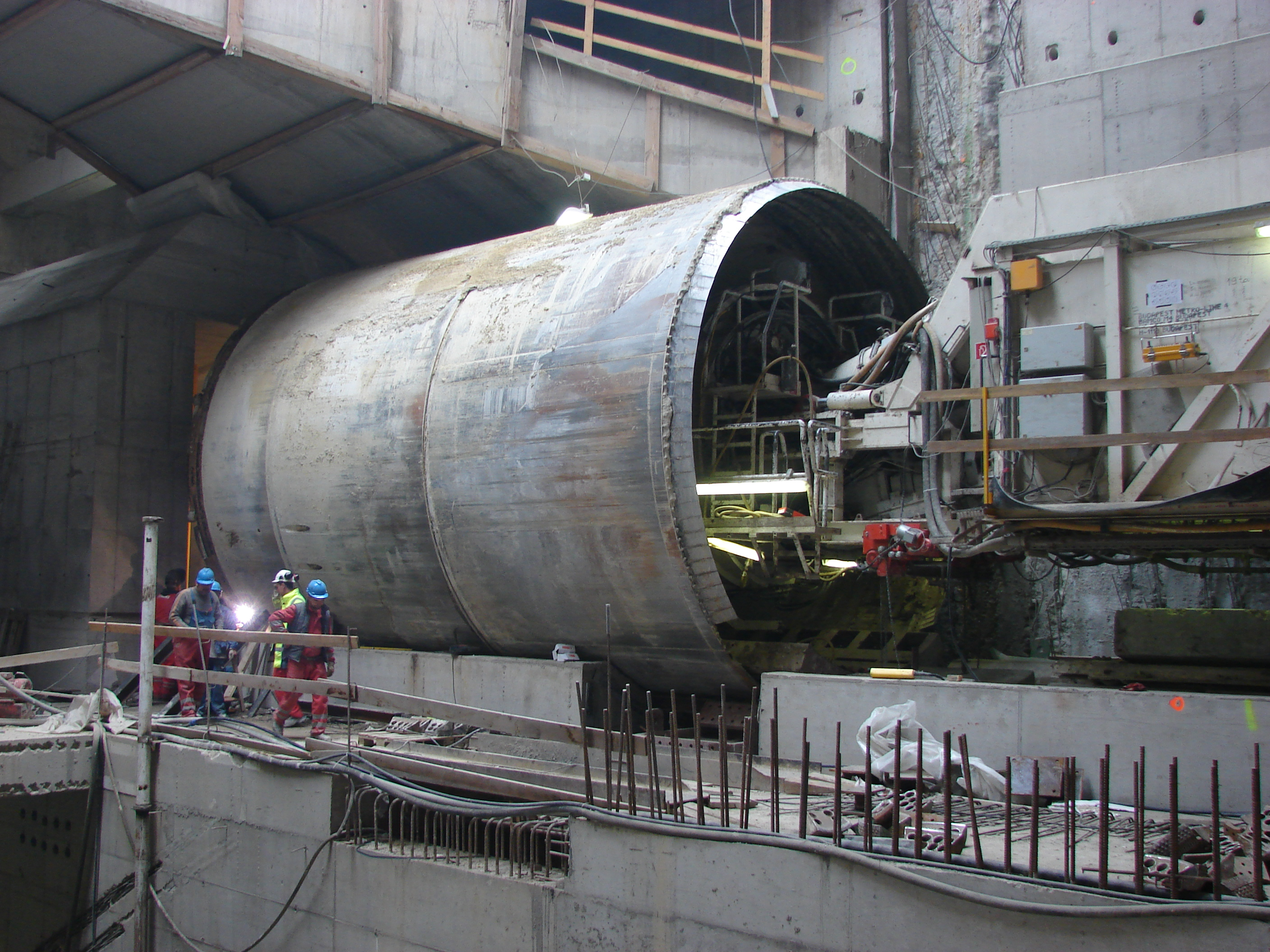
Az egyik fúrópajzs

2010. június 18-án a déli fúrópajzs elérte a Baross téri állomást, majd július 1-jén az északi fúrópajzs is: az első szakasz alagútjának építése ezzel befejeződött.
Klados Gusztáv 2011. január 31-ig látta el projektigazgatói teendőit a DBR Metró Projekt Igazgatóság élén. A nemzetközi szakember a városvezetéssel is egyeztetve, közös megegyezéssel távozott a közlekedési vállalattól, és visszatért Malajziába.
2011 decemberére az M4-es metróvonal műszaki készültsége elérte a 70%-ot. A felszín alatti betonépítmények elkészültek, a feladatukat befejező fúrópajzsok elszállítása is megtörtént.
2012. november 26-án megkezdődött a Baross tér felszíni rendezése.
2012. november 29-én a Kelenföld vasútállomás és a Móricz Zsigmond körtér közötti szakasz pályatesztjén végighaladt az első személyszállító vonat, amely egy négykocsis Ev3 típusú szerelvény volt.
2013. szeptember 26-án elsőként fejeződött be a Bikás park állomás építése, használatbavételi engedélyt október 22-én kapott. 2013. október 11-én megkezdődött az utasok nélküli sötétüzemi tesztidőszak.
2008. február 27-én négy hónapra lezárták a Thököly út egy szakaszát, amelyet végül 5,5 évvel később, 2013. november 30-án nyitottak meg.
2014. január 23-án megkezdődött a sötétüzemi, azaz még utasok nélkül zajló tesztidőszakának hatóság által vizsgált szakasza. Január 28-ára már mind a tíz állomás megkapta a használatbavételi engedélyét. 2014. március 25-én hivatalosan bejelentették a metró átadásának dátumát.

### Kivitelezők

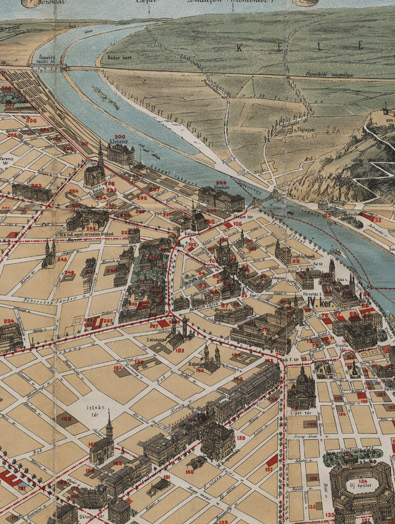
A CH épület helyén egykor a Duna medre, illetve ártere húzódott, majd a Kopaszi-gát megépítése (1870–1875) után a Dunától elzárt, vízzel borított „tóvá”, a Lágymányosi-öböllé alakult, amelyet a 19. század végén – többnyire a fővárosi építkezéseknél kitermelt talajjal – feltöltöttek. A Szent Gellért téren 50 méter széles (a Kemenes utcáig ér) az 1895-ös feltöltés.

Az építkezés első szakaszának kivitelezői:
| Kivitelező | Építmény | Ár (2007-es árakon, milliárd forintban) |
| --- | --- | --------------------------------------- |
| A korábban francia, jelenleg magyar tulajdonú Hídépítő Zrt. | - Kelenföld vasútállomási állomás szerkezete - Fővám téri állomás szerkezete                                         | 13,49                                   |
| Bamco Konzorcium: - Vinci Construction Grand Projekts SAS (2008 márciusáig a Hídépítő Zrt. is) - német Strabag AG - osztrák Strabag International GmbH - magyar Strabag Zrt. | - alagútfúrás - a fúrópajzsok indítóaknája - Szent Gellért tér állomás szerkezete                                    | 23                                      |
| Strabag Zrt. | - Móricz Zsigmond körtéri állomás szerkezete                                                                         | 7                                       |
| BPV Metro 4 Konzorcium: - német Bilfinger Berger - osztrák Porr AG - Vegyépszer Zrt.                                                                                         | - II. János Pál pápa téri állomás szerkezete - Keleti pályaudvari állomás szerkezete - Bikás park állomás szerkezete | 23                                      |
| Sw-O Metro4 Konzorcium: - osztrák tulajdonú Swietelsky Kft. - japán Obayashi Corporation                                                                                     | - Újbuda-központ állomás szerkezete - Kálvin téri állomás szerkezete - Rákóczi téri állomás szerkezete               | 23                                      |

Az első tíz állomás belső kiépítését, beleértve a gépészetet, a mozgólépcsőket, a felvonókat, valamit a burkolatot (kövezetet) a Strabag MML Kft. végzi 35,5 milliárd forintért. Pályázata szerint együttműködik a Magyar Építőipari Zrt.-vel, a Porr Kft.-vel, valamint a Hérosz Zrt.-vel.
Az első szakasz teljes áramellátását, az üzemvitelt irányító és felügyelő, valamint a 15 szerelvény közlekedéséhez szükséges automatikus vonatvezérlési és biztosító berendezések kiépítését egy 2006-os pályázat győzteseként a Siemens M4 Budapest Konzorcium (Siemens France, Siemens AG és a Siemens Zrt.) készítette el 108,85 millió euróért (kb. 30 milliárd forint). Emellett ki kellett építenie a vonatfelügyeletet ellátó irányító központokat, az állomások hírközlő berendezéseit, a telefonközpontot, a rádiótelefon- és optikai adatátviteli hálózatot, a tűzjelző hálózatot és az energiaellátó központot is. 2012 novemberében egy új megállapodás alapján 32 millió euróval (kb. 9 milliárd forint) többet kaphatott munkájáért a Siemens, cserébe lemondott valamennyi, a megelőző munkák csúszása miatt kért kötbér- és kárigényéről, az átadás határideje pedig 2014 márciusára módosult.

## Járművek

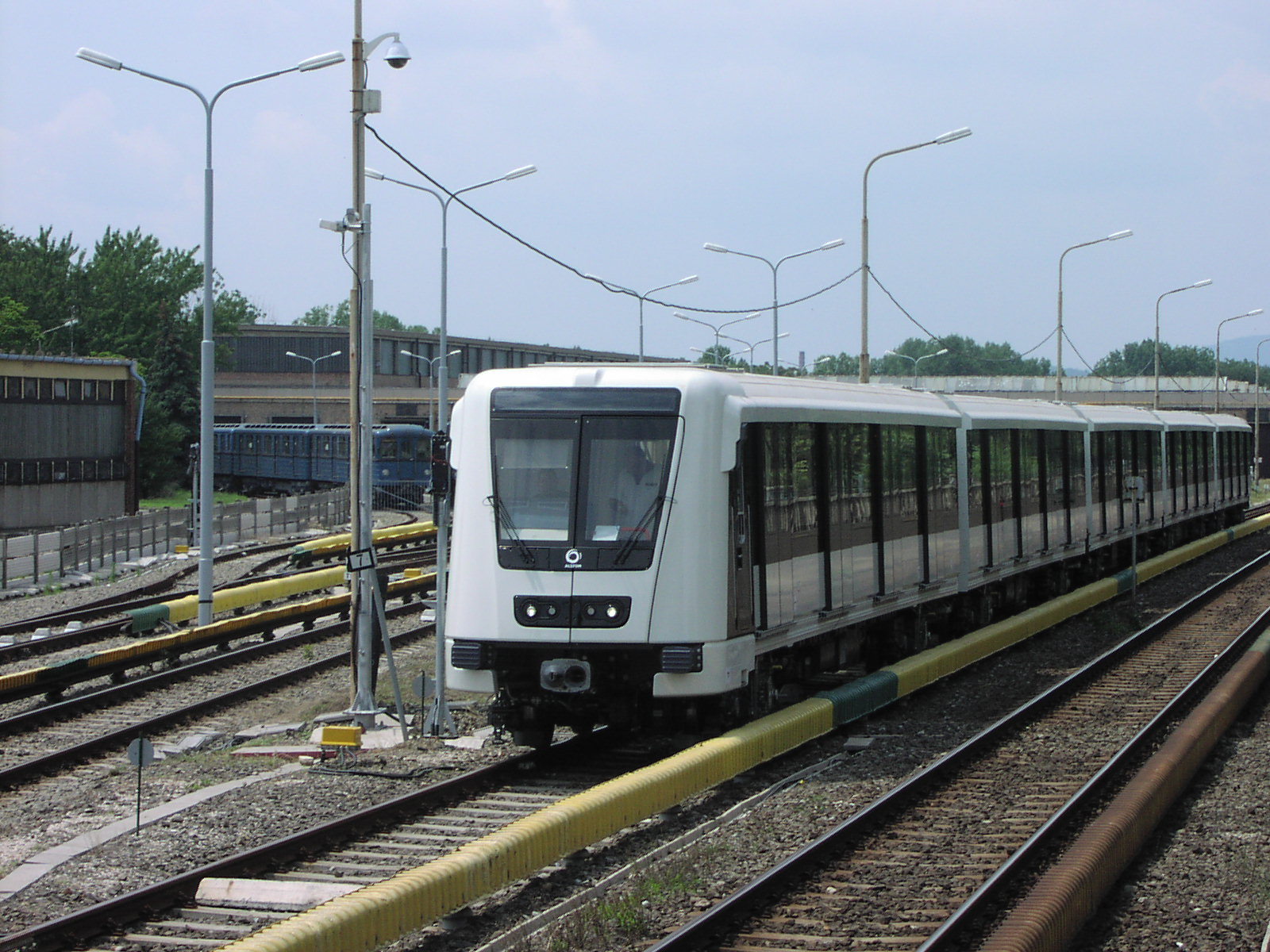
Egy Alstom szerelvény próbaútja

A metróvonal új járműveinek szállítására kiírt 2005-ös pályázaton 8 cég indult, végül a francia Alstom és a Ganz Transelektro Közlekedési Zrt. alkotta Budapest Metropolis Konzorcium nyert.
A 15 darab, egyenként 4 kocsiból álló, teljesen automata, 80 méter hosszú, egyterű metrószerelvényt 26,35 milliárd forintért szállították volna a BKV-nak. A francia Xavier Allard és csapata által tervezett három változat között internetes szavazás döntött. A fényszórók például azért kerültek középre, hogy a Kisföldalatti járműveihez hasonlítson.
A szerelvények Lengyelországban, az Alstom Konstal S.A. leányvállalat chorzówi üzemében készültek volna és folyamatosan szállították volna őket. Az új szerelvények a Fehér úti próbapályán; majd a M2-es metróvonalon futották le az engedélyek megszerzéséhez szükséges próbaútjukat.
Az Alstom 2009 augusztusában bejelentette, hogy egymilliárd forinttal emeli az M2-es és az M4-es metróvonalakhoz készülő kocsik árát, mivel a Nemzeti Közlekedési Hatóság (NKH) rendelkezései alapján át kell építenie a menekülőlétrákat.
Végül a beszerzési eljárás botrányosra sikeredett: sem az eredeti határidők, sem az eredeti műszaki követelmények, sem az eredeti pénzügyi megállapodás feltételei nem teljesültek.
2010. július 30-án az NKH a fékrendszerek és a vezérlőszoftverek hiányosságai miatt elutasította az Alstom metrókocsikra beadott típusengedély-kérelmet, majd októberben a cég fellebbezését is. Ennek következtében a fővárosnak fel kell bontania a metrókocsik szállítására kötött 65 milliárd forintos szerződést. A főváros szempontjából sok tekintetben előnytelenül megkötött szerződés felmondása azonban számos nehézségbe ütközik, és egy új pályázat lebonyolítása akár újabb kétéves késlekedéssel járhat. A főváros végül 2011 júliusában jutott megegyezésre az Alstommal, a cég módosított a kocsikon. Mivel a módosítás után sem felelt meg a fék a magyar vasúti járműszabályzatnak, 2011 novemberében az NKH felmentést adott a cégnek. A fékrendszer eszerint olyan biztonsági szintet képvisel, mintha a magyar szabályok szerint készült volna. Az NKH a prototípus kocsiknak 4000 km-es hibamentes budapesti próbaút után, 2012. június 1-jén adta meg a típusengedélyt. Ezután minden járműnek még egyedi üzembehelyezési engedélyt is kell majd szereznie.
2012. november 28-án éjjel egy, az M2-es metróvonalról áthozott orosz szerelvénnyel megkezdték a vonal pályatesztjét. Másnap (2012. november 29.) este már egy Alstom szerelvénnyel folytatták a tesztet Kelenföld és a Móricz Zsigmond körtér között.
November 29-én és 30-án éjjel megérkezett az M4-es metróvonalra készített Alstom szerelvény prototípusa a fővárosba, így december elején megkezdődhetett a szerelvény tesztelése az M2-es, illetőleg az M4-es metróvonal alagútjaiban. A Kelenföld vasútállomás és a Móricz Zsigmond körtér közötti 3,4 km-es szakaszon 90 tonnányi extrém terheléssel futnak a 4 kocsiból álló próbaszerelvények.

## Hatósági eljárások
2009 óta az ügyészség, az Állami Számvevőszék (ÁSZ), a Kormányzati Ellenőrzési Hivatal (KEHI) és a metró független ellenőrző mérnöke is vizsgálódott a beruházás törvényessége ügyében. Az ÁSZ 2010-ben feljelentéssel zárta vizsgálatát hűtlen kezelés alapos gyanúja miatt.
2010 óta rendőrségi nyomozás folyik a DBR Metró Projektigazgatóságon vesztegetés, hűtlen kezelés és más bűncselekmények gyanúja miatt. Antal Attila szerint Hagyó Miklós közvetítő révén 2 milliárd forint kenőpénzt kért a Swietelsky Építő Kft.-től azért, mert belső BKV-s információkkal 40 milliárdos belsőépítési tender megnyeréséhez juttatták a céget. A cég szerint Antal állításai „minden alapot nélkülöző valótlanságok”. 2012-ben házkutatást tartottak a DBR Metro Projektigazgatóságnál és a Swietelsky Kft. székházában. 2012-ben pere kecskeméti tárgyalásán Antal Attila nyilvánosan kért bocsánatot Demszky Gábortól, Hagyó Miklóstól és Mesterházy Ernőtől, amiért szabadlábra helyezése érdekében tett ellenük terhelő vallomást.
2016. április 6-án a brit Súlyos Csalások Elleni Hivatal (angolul Serious Fraud Office, SFO) közölte, hogy nyomozásuk szerint a metrókocsikat szállító Alstom vezetői 2,3 millió euróval megvesztegették a BKV tisztviselőit 2006–2007-ben. Magyarországon a Készenléti Rendőrség Nemzeti Nyomozó Iroda nyomoz hivatali vesztegetés gyanúja miatt az ügyben.
A harmadik Orbán-kormány állítása szerint az Európai Csalás Elleni Hivatal (OLAF) az M4-es metróvonal ügyében 2012 februárja és 2016 novembere között folytatott nyomozásának 2016. december 14-én megkapott jelentése szerint a beruházás szerződéseinek összköltségének 452 milliárd 554 millió 224 ezer forintjából a korrupcióval és szabálytalansággal érintett szerződések összege 272 milliárd 823 millió 488 ezer 215 forintot tett ki. A hivatal szerint 59 milliárd forintnyi pénzt kell Magyarországnak visszafizetnie. Ez ügyben a kormány feljelentést kíván tenni az ügyészségen.

## Kihasználtsága
A metró megtérülése már eleve kérdéses volt. A beruházás azzal a feltétellel kapott európai uniós támogatást, hogy a főváros vezetése a szerződésben vállalta, hogy a metró legalább átlagosan napi 474 ezer utast fog szállítani, azonban miután a vonal a tervezettekhez képest nem ér el a népes újpalotai és gazdagréti lakótelepig, ezért ennek az utasszámnak az elérése igencsak kétséges. Az Európai Bizottság várhatóan 2017-ben vizsgálja meg, teljesítette-e Magyarország vállalásait. Ha úgy találja, hogy nem, akkor büntetést szabhat ki, sőt a finanszírozási szerződést is felmondhatja, és vissza kell fizetni a kapott támogatást. A 2014. március 28-i indulás óta az utasszám a kezdetben vártnak a felét, a vállaltnak a negyedét sem éri el.
Nem került bevezetésre a vállalt dugódíj (noha a mostani hosszával a metró nem képes alternatíva lenni a külvárosban élőknek, főleg a főváros keleti részén). Lényegesen nagyobb forgalom a vonal Bosnyák térig tartó meghosszabbításától sem várható. A megfelelő utasszámot ezért csak úgy tudják elérni, ha ritkítják a felszíni járatokat, azaz az utasokat átterelik a metróra, és/vagy csökkentik a jegyárakat, esetleg ingyenessé teszik a vonal használatát.
2017. december 1-jétől az M4-es metróvonal üzemideje kibővült, péntek és szombat esténként hajnali fél egyig közlekedik.
2020. január elsején kiadott tájékoztatás szerint a 2014-es átadást követően munkanapokon átlagosan 100 ezer ember, 2015-ben 160 ezren, 2019 végére pedig mintegy 190 ezren utaztak rajta.

## Kulturális hatása
Petruska András Metropolita című 2014-es nagylemezének tíz dala az M4-es metróvonal állomásainak nevét viseli. Az énekes-gitáros a koncepcióalbummal kapcsolatban elmondta: „Elsősorban az volt a célom, hogy egy zenei képeslapot készítsek Budapestről. […] Mind a tíz csomóponthoz fűz olyan történet, amiből dalt lehetett írni, amúgy meg városszociológus képzettségem van és a Metropolitán összeért a két érdeklődés.”
A Wattamen együttes Metrómulatós című száma az M4-es metróvonal átadására való hosszas várakozást örökíti meg zenés formában: "Wattamen – Metrómulatós". YouTube